# Parque Millennium
El parque Millennium es el mayor parque de Abuya, la capital de Nigeria, y está localizado en el distrito Maitama de la ciudad.
Fue inaugurado por la reina Isabel II del Reino Unido el 4 de diciembre de 2003. Un río cruza el parque dividiéndolo en dos sectores; uno de estos, está dedicado a diferentes ecosistemas como el bosque caducifolio, la sabana, la selva o la zona de arbustos. El otro sector está dedicado a los conocimientos científicos sobre la naturaleza.
El parque fue diseñado por el arquitecto italiano Manfredi Nicoletti (1930-2017). En su inauguración estuvieron presentes el presidente de Nigeria Olusegun Obasanjo, el primer ministro británico Tony Blair y la reina Isabel II del Reino Unido.

## Galería

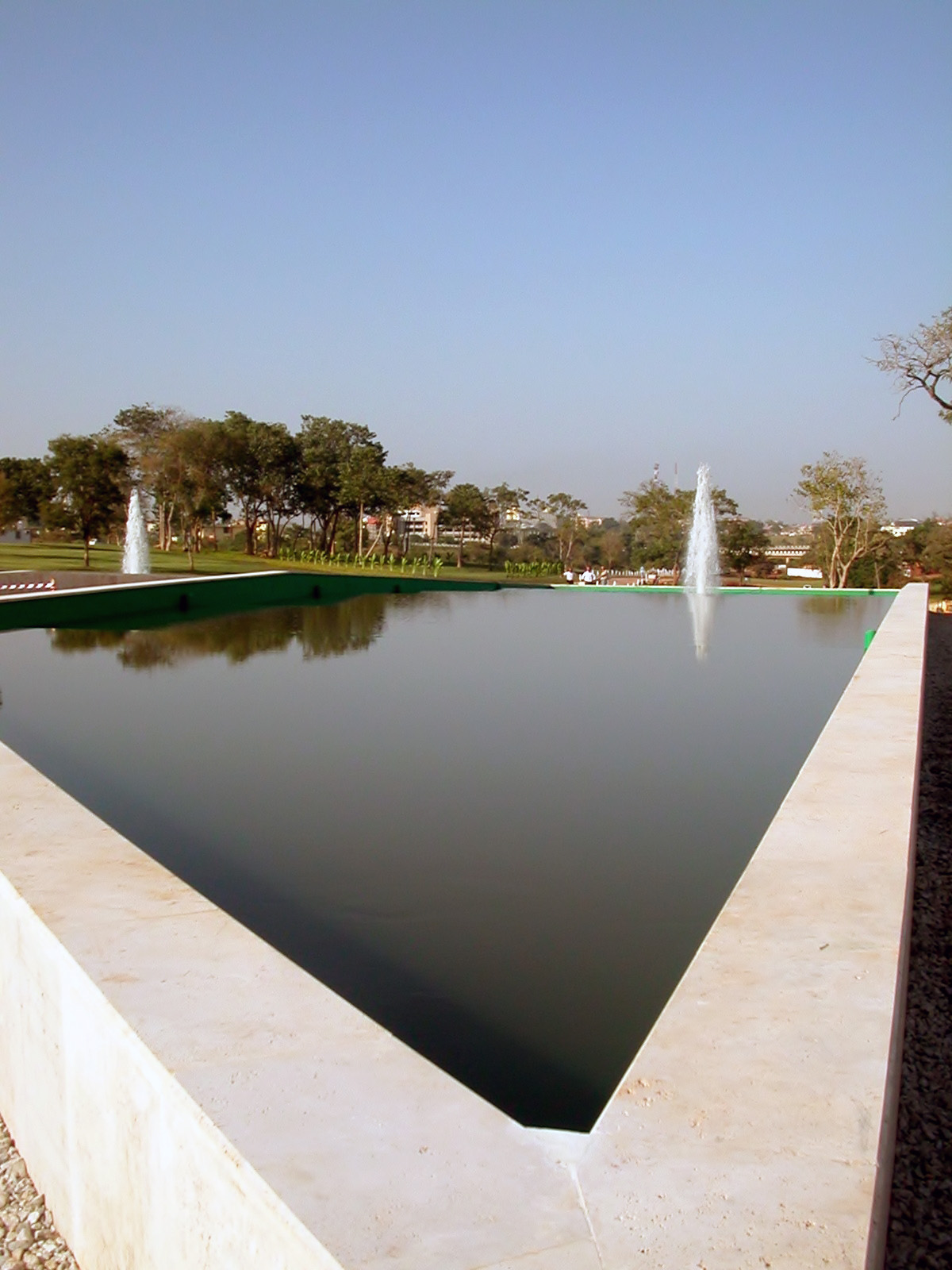
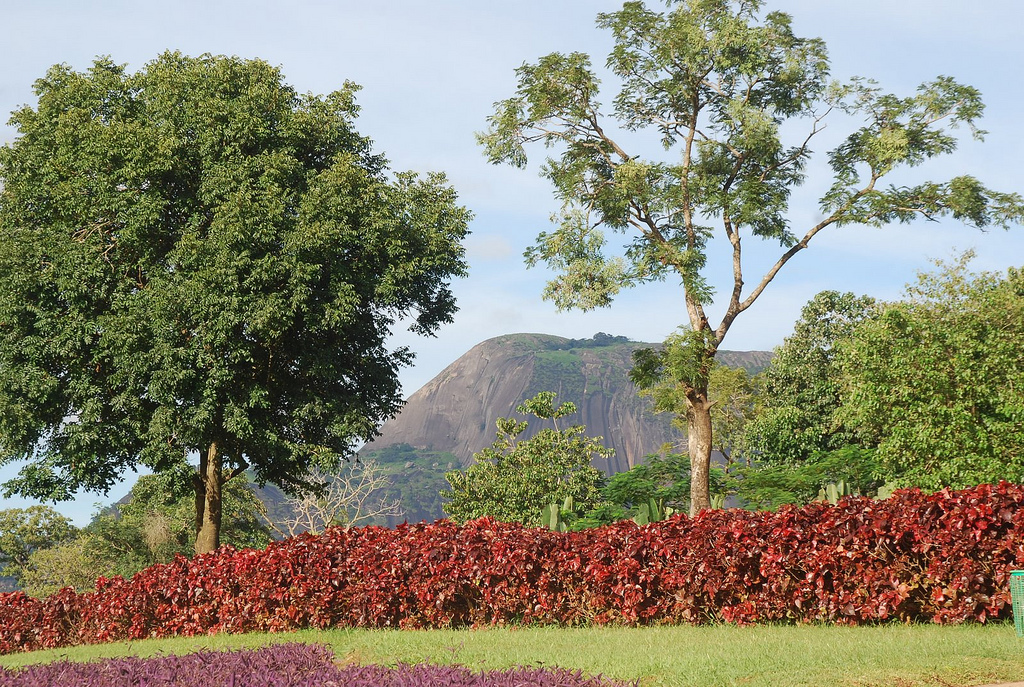